# Стефан Аболь
Стефан Аболь (фр. Stéphane Abaul, нар. 23 листопада 1991) — мартиніканський футболіст, півзахисник клубу «Клуб Францискен» та національної збірної Мартиніки.

## Клубна кар'єра
У дорослому футболі дебютував 2009 року виступами за команду «Клуб Францискен», кольори якої захищає й донині.

## Виступи за збірну
28 серпня 2010 року дебютував в офіційних матчах у складі національної збірної Мартиніки в товариській грі проти збірної Сент-Люсії (1:1). Свої перші голи забив 5 вересня 2012 року у матчі першого раунду кваліфікації на Карибський кубок проти збірної Британських Віргінських островів, в якій мартиніканці виграли 16:0, а Аболь відзначився дублем.
У складі збірної був учасником розіграшу Золотого кубка КОНКАКАФ 2013 року у США та розіграшу Золотого кубка КОНКАКАФ 2017 року у США.
Наразі провів у формі головної команди країни 41 матч, забивши 7 голів.

## Досягнення
- Чемпіон Мартиніки: 2012/13, 2013/14, 2016/17
- Володар Кубка Мартиніки: 2012, 2015